# Ponteilla
Ponteilla  est une commune française, située dans l'est du département des Pyrénées-Orientales en région Occitanie. Ses habitants sont appelés les Ponteillanais (pontellanencs, en catalan). Sur le plan historique et culturel, la commune est dans la région des Aspres, un minusule territoire roussillonnais compris entre les sillons de la Têt au nord et du Tech au sud qui tire son nom de la nature caillouteuse de ses sols.
Exposée à un climat méditerranéen, elle est drainée par la Canterrane, le Réart, el Correc et par divers autres petits cours d'eau.
Ponteilla est une commune rurale qui compte 3 012 habitants en 2022, après avoir connu une forte hausse de la population depuis 1962. Elle est dans l'unité urbaine de Ponteilla et fait partie de l'aire d'attraction de Perpignan. Ses habitants sont appelés les Ponteillanais ou  Ponteillanaises.

## Géographie

### Localisation
La commune de Ponteilla se trouve dans le département des Pyrénées-Orientales, en région Occitanie.
Elle se situe à 10 km à vol d'oiseau de Perpignan, préfecture du département, et à 5 km de Thuir, bureau centralisateur du canton des Aspres dont dépend la commune depuis 2015 pour les élections départementales.
La commune fait en outre partie du bassin de vie de Perpignan.
Les communes les plus proches sont : 
Trouillas (1,7 km), Canohès (3,3 km), Llupia (3,8 km), Terrats (4,0 km), Pollestres (4,5 km), Villemolaque (4,7 km), Thuir (4,8 km), Toulouges (5,1 km).
Sur le plan historique et culturel, Ponteilla fait partie de la région des Aspres. Compris entre les sillons de la Têt au nord et du Tech au sud, ce minuscule territoire roussillonnais tire son nom de la nature caillouteuse de ses sols.

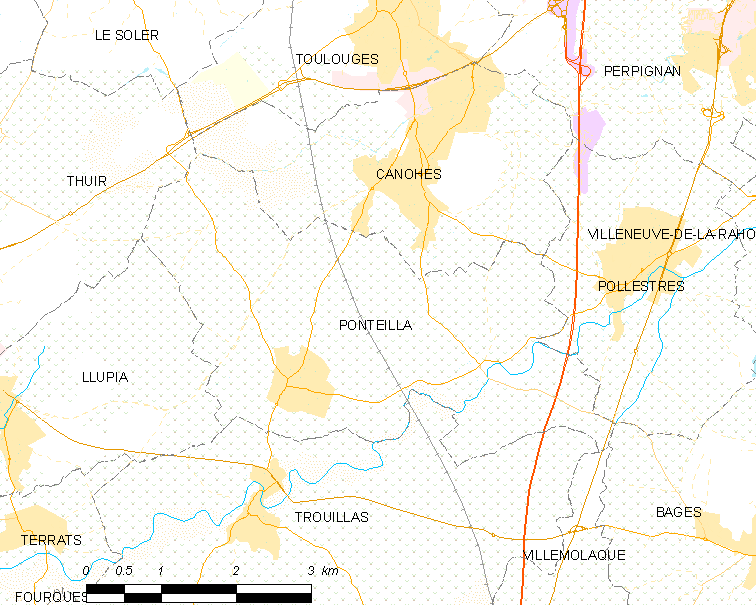
Situation de la commune.

| Thuir  | Canohès   |                     |
| Llupia | Ponteilla | Pollestres          |
|        | Trouillas | Bages, Villemolaque |

### Géologie et relief
L'altitude de la commune varie entre 52 et 135 mètres.
La commune est classée en zone de sismicité 3, correspondant à une sismicité modérée.

### Climat
Pour des articles plus généraux, voir Climat de l'Occitanie et Climat des Pyrénées-Orientales.
En 2010, le climat de la commune est de type climat méditerranéen franc, selon une étude du CNRS s'appuyant sur une série de données couvrant la période 1971-2000. En 2020, Météo-France publie une typologie des climats de la France métropolitaine dans laquelle la commune est exposée à un climat méditerranéen et est dans la région climatique Provence, Languedoc-Roussillon, caractérisée par une pluviométrie faible en été, un très bon ensoleillement (2 600 h/an), un été chaud (21,5 °C), un air très sec en été, sec en toutes saisons, des vents forts (fréquence de 40 à 50 % de vents > 5 m/s) et peu de brouillards.
Pour la période 1971-2000, la température annuelle moyenne est de 14,7 °C, avec une amplitude thermique annuelle de 15,6 °C. Le cumul annuel moyen de précipitations est de 583 mm, avec 5,6 jours de précipitations en janvier et 2,8 jours en juillet. Pour la période 1991-2020, la température moyenne annuelle observée sur la station météorologique la plus proche, située sur la commune de Perpignan à 10 km à vol d'oiseau, est de 16,0 °C et le cumul annuel moyen de précipitations est de 578,3 mm,. Pour l'avenir, les paramètres climatiques de la commune estimés pour 2050 selon différents scénarios d’émission de gaz à effet de serre sont consultables sur un site dédié publié par Météo-France en novembre 2022.

### Milieux naturels et biodiversité
Aucun espace naturel présentant un intérêt patrimonial n'est recensé sur la commune dans l'inventaire national du patrimoine naturel,,.

## Urbanisme

### Typologie
Au 1er janvier 2024, Ponteilla est catégorisée bourg rural, selon la nouvelle grille communale de densité à sept niveaux définie par l'Insee en 2022.
Elle appartient à l'unité urbaine de Ponteilla, une unité urbaine monocommunale constituant une ville isolée,. Par ailleurs la commune fait partie de l'aire d'attraction de Perpignan, dont elle est une commune de la couronne,. Cette aire, qui regroupe 118 communes, est catégorisée dans les aires de 200 000 à moins de 700 000 habitants,.

### Occupation des sols
L'occupation des sols de la commune, telle qu'elle ressort de la base de données européenne d’occupation biophysique des sols Corine Land Cover (CLC), est marquée par l'importance des territoires agricoles (93,8 % en 2018), en diminution par rapport à 1990 (97,1 %). La répartition détaillée en 2018 est la suivante : 
cultures permanentes (89,8 %), zones urbanisées (4,8 %), zones agricoles hétérogènes (4,1 %), zones industrielles ou commerciales et réseaux de communication (1,3 %). L'évolution de l’occupation des sols de la commune et de ses infrastructures peut être observée sur les différentes représentations cartographiques du territoire : la carte de Cassini (XVIIIe siècle), la carte d'état-major (1820-1866) et les cartes ou photos aériennes de l'IGN pour la période actuelle (1950 à aujourd'hui).

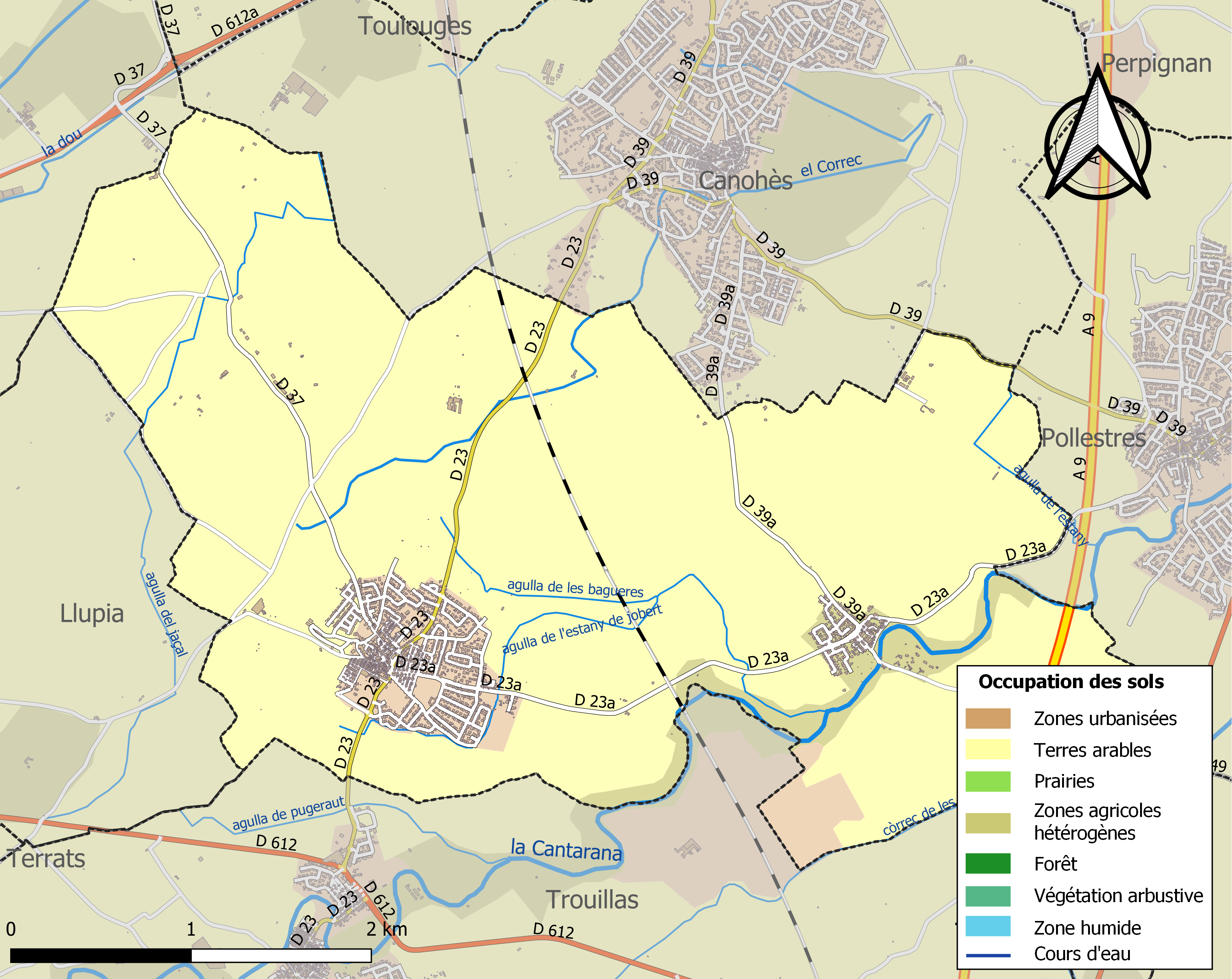
Carte des infrastructures et de l'occupation des sols de la commune en 2018 (CLC).

### Voies de communication et transports
La ligne 20 (Llupia Mimosas - Gare de Perpignan) du réseau urbain Sankéo dessert la commune.

### Risques majeurs
Le territoire de la commune de Ponteilla est vulnérable à différents aléas naturels : inondations, climatiques (grand froid ou canicule), mouvements de terrains, avalanche  et séisme (sismicité modérée). Il est également exposé à un risque technologique,  le transport de matières dangereuses,.

#### Risques naturels
Certaines parties du territoire communal sont susceptibles d’être affectées par le risque d’inondation par crue torrentielle de cours d'eau des bassins du Réart et de la Têt.
Les mouvements de terrains susceptibles de se produire sur la commune sont soit des mouvements liés au retrait-gonflement des argiles, soit des glissements de terrains. Une cartographie nationale de l'aléa retrait-gonflement des argiles permet de connaître les sols argileux ou marneux susceptibles vis-à-vis de ce phénomène.

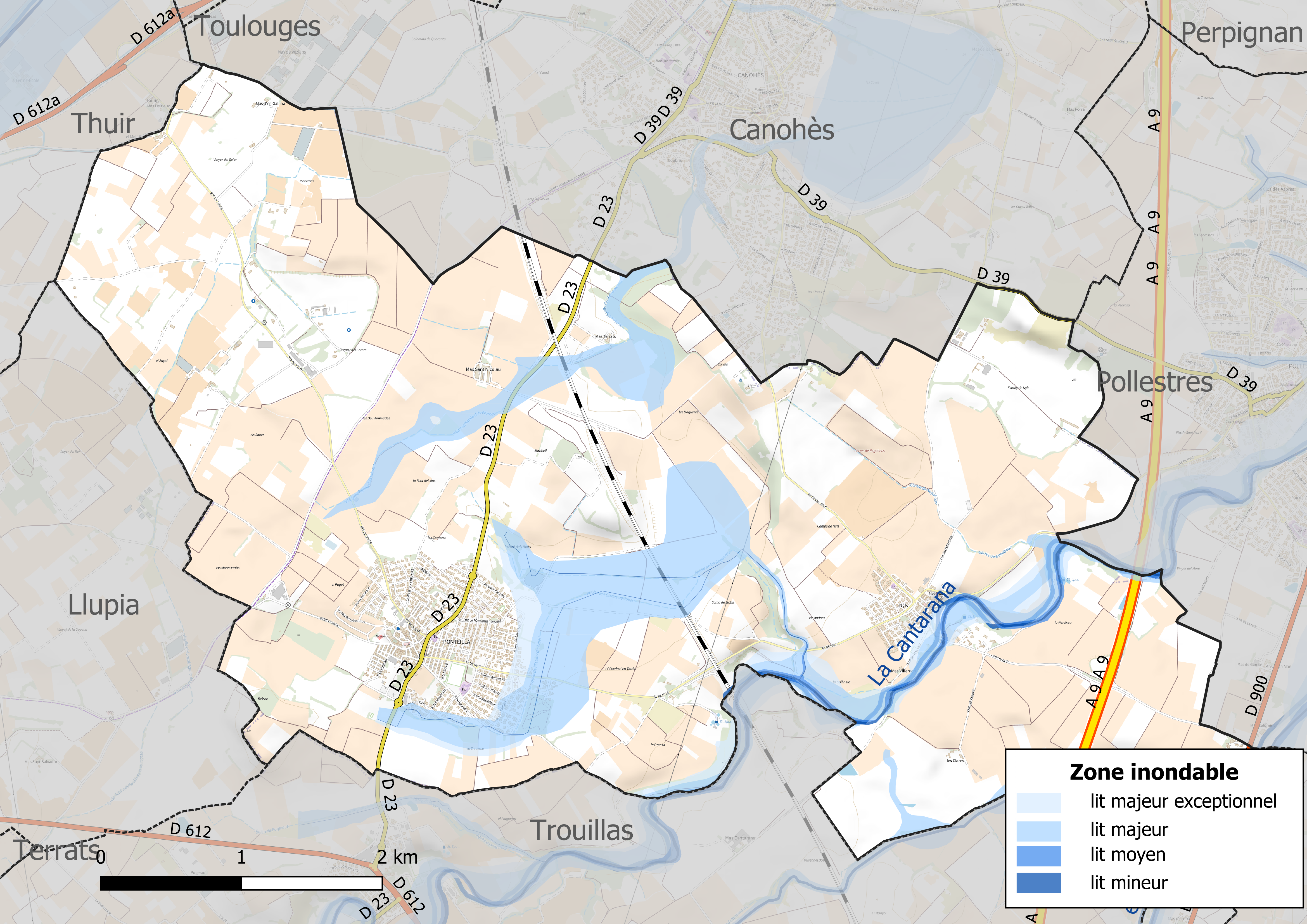
Carte des zones inondables.
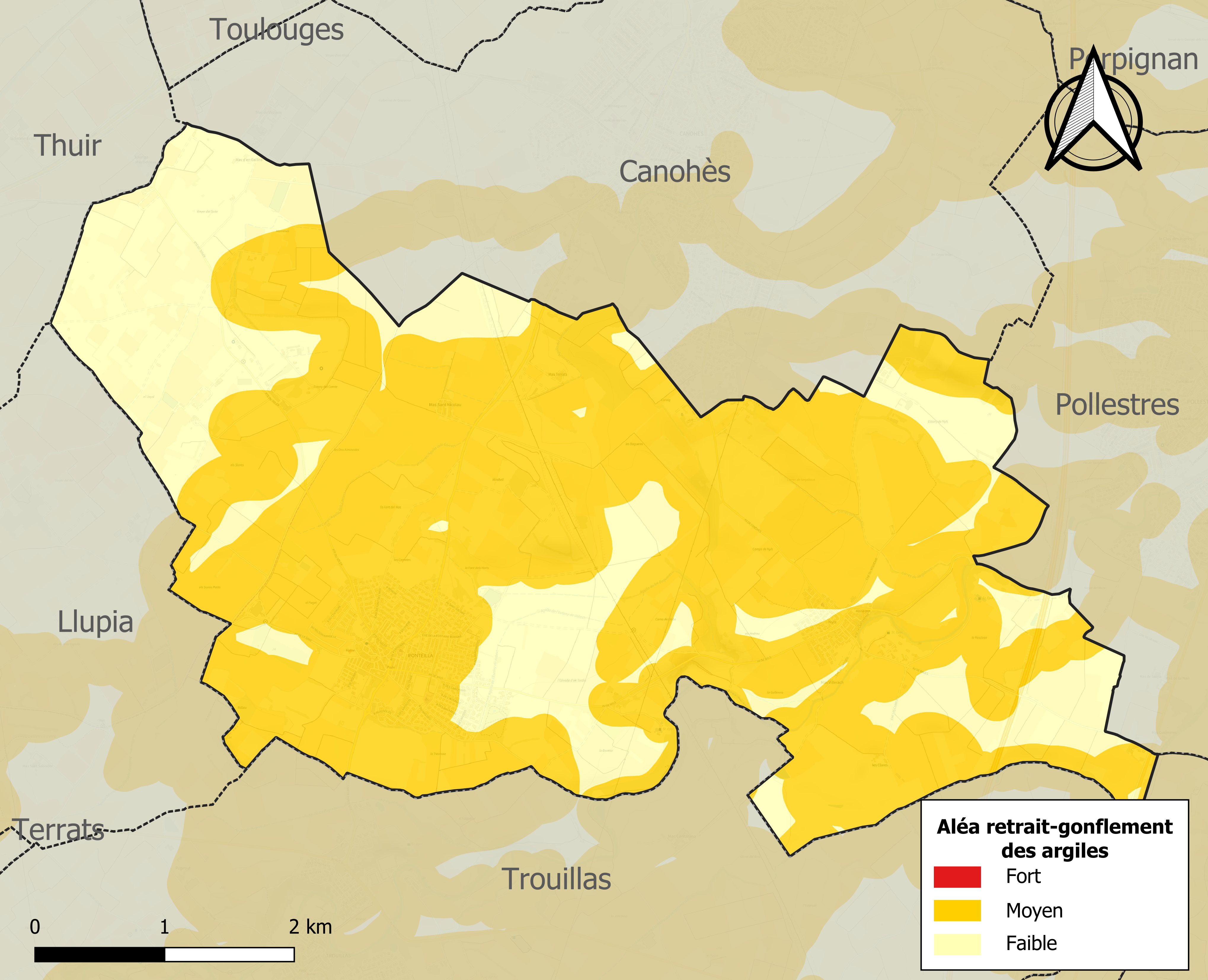
Carte des zones d'aléa retrait-gonflement des argiles.

#### Risques technologiques
Le risque de transport de matières dangereuses sur la commune est lié à sa traversée par une route à fort trafic et une ligne de chemin de fer. Un accident se produisant sur de telles infrastructures est en effet susceptible d’avoir des effets graves au bâti ou aux personnes jusqu’à 350 m, selon la nature du matériau transporté. Des dispositions d’urbanisme peuvent être préconisées en conséquence.

## Toponymie
Formes du nom
En catalan, le nom de la commune est Pontellà.
Le nom du lieu apparaît en 876 sous la forme de Pontelianum. Du Xe au XIIe siècle, on trouve les noms de Pontiliano, Ponteliano et Pontellianum.
En 1793, le lieu est mentionné sous le nom de Pontella, francisé de manière officielle en Ponteilla à partir de 1801. À sa création en 1793, la commune est quant à elle brièvement appelée Pontella et Anils, après que le territoire de Nyls ait été naturellement rattaché à celui de Ponteilla.
Étymologie
Le nom renvoie au propriétaire d'un domaine à l'époque romaine, Pontilius (forme rare du nom de Pontus), suivi du suffixe -anum, indiquant la possession.

## Histoire

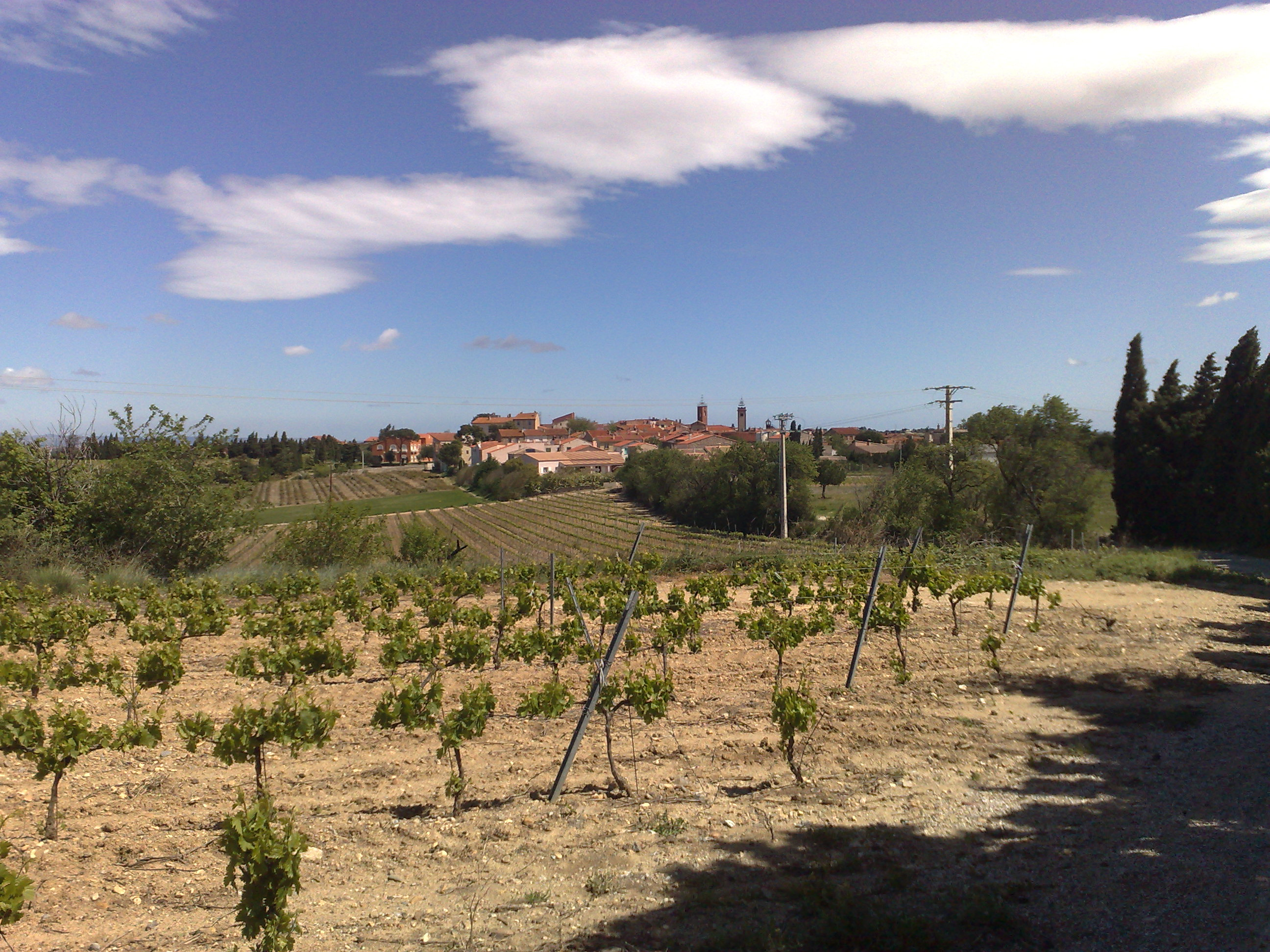
Au loin, le village de Ponteilla, duquel on distingue les deux clochers

Ponteilla absorbe le hameau de Nyls lors de la création des communes entre 1790 et 1794.

## Politique et administration
À compter des élections départementales de 2015, la commune est incluse dans le nouveau canton des Aspres.

### Administration municipale

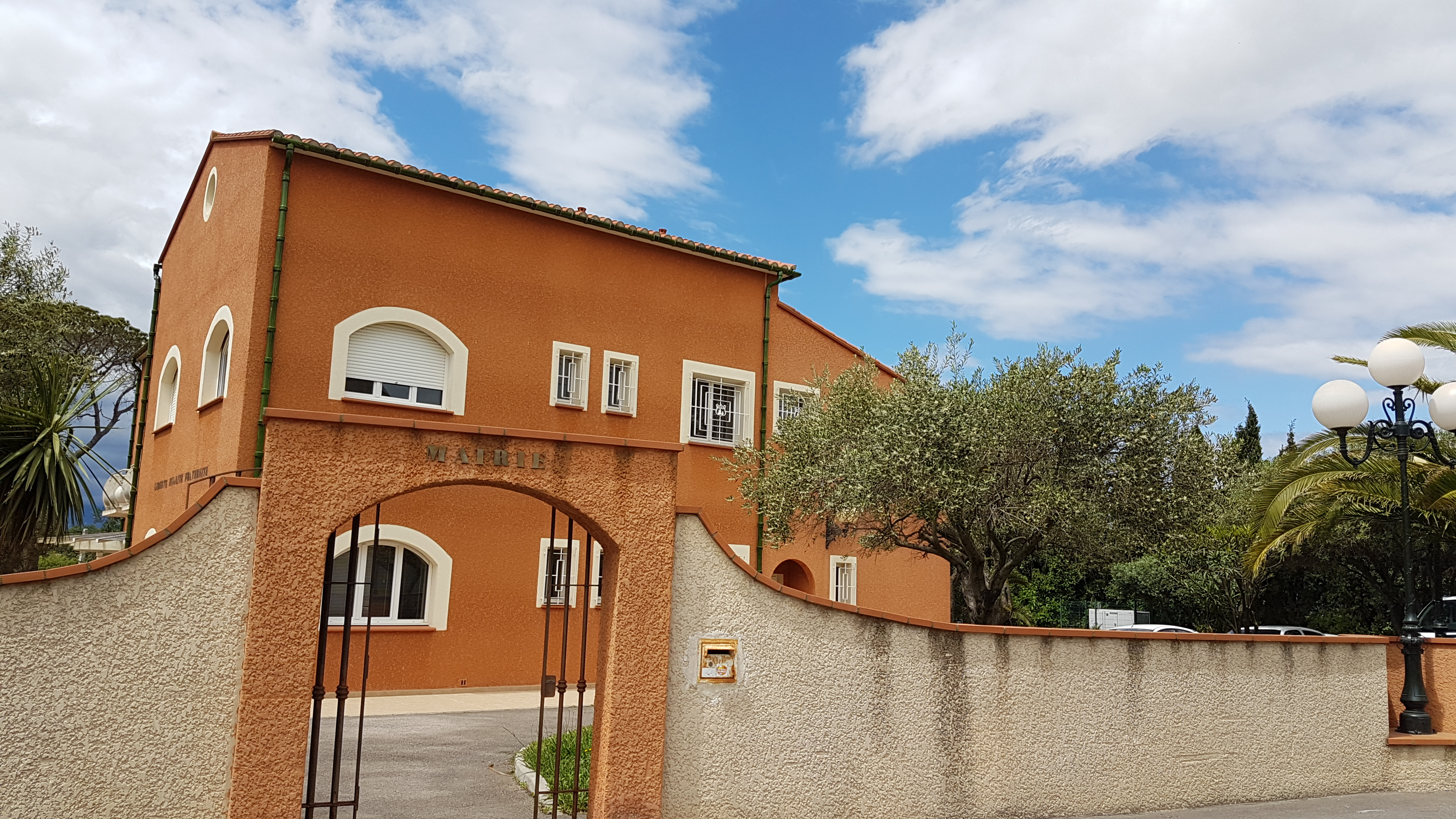
La mairie.

### Liste des maires
| Période   | Période   | Identité                | Étiquette | Qualité                          |
| --------- | --------- | ----------------------- | --------- | -------------------------------- |
| 1792      | 1797      | Jean Arsac              |           |                                  |
| 1797      | 1815      | Joseph Granger          |           |                                  |
| 1815      | 1816      | Pierre Jaubert          |           |                                  |
| 1816      | 1826      | Joseph Granger          |           |                                  |
| 1826      | 1836      | Joseph Jaubert de Réart |           | Conseiller d'arrondissement[27]  |
| 1837      | 1846      | François Jaubert        |           |                                  |
| 1846      | 1848      | Étienne Roca            |           |                                  |
| 1848      | 1849      | François Jaubert        |           |                                  |
| 1849      | 1865      | Jean Brial              |           |                                  |
| 1865      | 1877      | Raymond Borreil         |           |                                  |
| 1878      | 1896      | François Jaubert        |           |                                  |
| 1896      | 1899      | Raymond Borreil         |           |                                  |
| 1899      | 1925      | Eugène Puig             |           |                                  |
| 1925      | 1929      | André Torrent           |           |                                  |
| 1929      | 1941      | Féréol Tameze           |           |                                  |
| 1941      | 1941      | Joseph Taillade         |           |                                  |
| 1941      | 1944      | Jacques Puig            |           |                                  |
| 1944      | 1946      | Georges Puig            |           |                                  |
| 1946      | 1952      | Eugène Clar             |           |                                  |
| 1952      | 1953      | Léon Coste              |           |                                  |
| mai 1953  | mars 1965 | Adrien Oms              |           |                                  |
| mars 1965 | mars 1977 | Alphonse Courty         |           |                                  |
| mars 1977 | 1984      | René Magenti            |           |                                  |
| 1984      | 1990      | Louis Puig              | DVD       |                                  |
| 1990      | mars 2001 | Mary Sanchiz            | SE        |                                  |
| mars 2001 | mars 2014 | Louis Puig[28],[29]     | DVD       | Retraité de la fonction publique |
| mars 2014 | mars 2020 | Rolland Thubert         | PS        | Fonctionnaire                    |
| mars 2020 | En cours  | Franck Dadies           | SE        |                                  |

## Population et société

### Démographie ancienne
La population est exprimée en nombre de feux (f) ou d'habitants (H).
| 1365 | 1378 | 1470 | 1515 | 1553 | 1643 | 1709 | 1720 | 1730 |
| ---- | ---- | ---- | ---- | ---- | ---- | ---- | ---- | ---- |
| 39 f | 19 f | 21 f | 18 f | 12 f | 22 f | 43 f | 50 f | 40 f |

| 1767  | 1774 | 1789 | 1790 | - | - | - | - | - |
| ----- | ---- | ---- | ---- | - | - | - | - | - |
| 208 H | 40 f | 50 f | 60 f | - | - | - | - | - |

Note:
- 1720 : pour Ponteilla et Nyls.
- À partir de 1790 : comprend la population de Nyls.

### Démographie contemporaine
L'évolution du nombre d'habitants est connue à travers les recensements de la population effectués dans la commune depuis 1793. Pour les communes de moins de 10 000 habitants, une enquête de recensement portant sur toute la population est réalisée tous les cinq ans, les populations de référence des années intermédiaires étant quant à elles estimées par interpolation ou extrapolation. Pour la commune, le premier recensement exhaustif entrant dans le cadre du nouveau dispositif a été réalisé en 2007.

En 2022, la commune comptait 3 012 habitants, en évolution de +8,85 % par rapport à 2016 (Pyrénées-Orientales : +3,92 %, France hors Mayotte : +2,11 %).
| 1793 | 1800 | 1806 | 1821 | 1831 | 1836 | 1841 | 1846 | 1851 |
| ---- | ---- | ---- | ---- | ---- | ---- | ---- | ---- | ---- |
| 263  | 265  | 330  | 388  | 422  | 378  | 432  | 451  | 461  |

| 1856 | 1861 | 1866 | 1872 | 1876 | 1881 | 1886 | 1891 | 1896 |
| ---- | ---- | ---- | ---- | ---- | ---- | ---- | ---- | ---- |
| 452  | 428  | 489  | 510  | 587  | 666  | 704  | 725  | 761  |

| 1901 | 1906 | 1911 | 1921 | 1926 | 1931 | 1936 | 1946 | 1954 |
| ---- | ---- | ---- | ---- | ---- | ---- | ---- | ---- | ---- |
| 820  | 838  | 941  | 976  | 944  | 950  | 924  | 881  | 947  |

| 1962  | 1968  | 1975  | 1982  | 1990  | 1999  | 2006  | 2007  | 2012  |
| ----- | ----- | ----- | ----- | ----- | ----- | ----- | ----- | ----- |
| 1 026 | 1 107 | 1 082 | 1 182 | 1 521 | 1 827 | 2 540 | 2 642 | 2 798 |

| 2017  | 2022  | - | - | - | - | - | - | - |
| ----- | ----- | - | - | - | - | - | - | - |
| 2 738 | 3 012 | - | - | - | - | - | - | - |

| selon la population municipale des années : | 1968 | 1975 | 1982 | 1990 | 1999 | 2006 | 2009 | 2013 |
| Rang de la commune dans le département      | 51   | 49   | 60   | 53   | 53   | 45   | 42   | 43   |
| Nombre de communes du département           | 232  | 217  | 220  | 225  | 226  | 226  | 226  | 226  |

### Manifestations culturelles et festivités
- Fête patronale : 3 août[37] ;
- Fête communale : 2e dimanche de mai[37].

### Sports
Rugby
- Rugby Club de Ponteilla devenu Racing Club de Ponteilla[38]
  - 1955 : Vice-champion de France de 4e série (battu par JS Riscle 6-3)
  - 1973 : Vice-champion de France de 3e série (battu par AS Mantes-la-Jolie 12-10)
  - 1992 : Vice-champion de France de 4e série (battu par RC Leucate 16-7)
  - 1994 : Vice-champion de France de 1re série (battu par US Torreilles 19-15)
  - 1999 : Champion de France de 4e série (bat RC Arles-sur-Tech-Amélie-les-Bains 30-18)
  - 2000 : Vice-champion de France de 3e série (battu par US Payzac-Savignac 16-9)
  - 2014 : Vice-champion de France de 2e série (battu par RC Bagnacois 31-7)

## Économie

### Revenus
En 2018, la commune compte 1 221 ménages fiscaux, regroupant 2 968 personnes. La médiane du revenu disponible par unité de consommation est de 20 740 € (19 350 € dans le département). 47 % des ménages fiscaux sont imposés (42,1 % dans le département).

### Emploi
|                | 2008   | 2013   | 2018   |
| -------------- | ------ | ------ | ------ |
| Commune        | 6,5 %  | 7,9 %  | 10,8 % |
| Département    | 10,3 % | 12,9 % | 13,3 % |
| France entière | 8,3 %  | 10 %   | 10 %   |

En 2018, la population âgée de 15 à 64 ans s'élève à 1 827 personnes, parmi lesquelles on compte 75,6 % d'actifs (64,8 % ayant un emploi et 10,8 % de chômeurs) et 24,4 % d'inactifs,. En  2018, le taux de chômage communal (au sens du recensement) des 15-64 ans est inférieur à celui du département, mais supérieur à celui de la France, alors qu'en 2008 il était inférieur à celui de la France.
La commune fait partie de la couronne de l'aire d'attraction de Perpignan, du fait qu'au moins 15 % des actifs travaillent dans le pôle,. Elle compte 335 emplois en 2018, contre 341 en 2013 et 330 en 2008. Le nombre d'actifs ayant un emploi résidant dans la commune est de 1 196, soit un indicateur de concentration d'emploi de 28 % et un taux d'activité parmi les 15 ans ou plus de 60,2 %.
Sur ces 1 196 actifs de 15 ans ou plus ayant un emploi, 239 travaillent dans la commune, soit 20 % des habitants. Pour se rendre au travail, 90,4 % des habitants utilisent un véhicule personnel ou de fonction à quatre roues, 0,8 % les transports en commun, 4,4 % s'y rendent en deux-roues, à vélo ou à pied et 4,5 % n'ont pas besoin de transport (travail au domicile).

### Activités hors agriculture

#### Secteurs d'activités
239 établissements sont implantés  à Ponteilla au 31 décembre 2019. Le tableau ci-dessous en détaille le nombre par secteur d'activité et compare les ratios avec ceux du département,.
| Secteur d'activité                                                                                        | Commune | Commune | Département |
| Secteur d'activité                                                                                        | Nombre  | %       | %           |
| --- | ------- | ------- | ----------- |
| Ensemble                                                                                                  | 239     | 100 %   | (100 %)     |
| Industrie manufacturière, industries extractives et autres                                                | 85      | 35,6 %  | (8,7 %)     |
| Construction                                                                                              | 38      | 15,9 %  | (14,3 %)    |
| Commerce de gros et de détail, transports, hébergement et restauration                                    | 35      | 14,6 %  | (30,5 %)    |
| Information et communication                                                                              | 4       | 1,7 %   | (1,9 %)     |
| Activités financières et d'assurance                                                                      | 6       | 2,5 %   | (3 %)       |
| Activités immobilières                                                                                    | 6       | 2,5 %   | (6,2 %)     |
| Activités spécialisées, scientifiques et techniques et activités de services administratifs et de soutien | 20      | 8,4 %   | (13 %)      |
| Administration publique, enseignement, santé humaine et action sociale                                    | 22      | 9,2 %   | (13,9 %)    |
| Autres activités de services                                                                              | 23      | 9,6 %   | (8,5 %)     |

Le secteur de l'industrie manufacturière, des industries extractives et autres est prépondérant sur la commune puisqu'il représente 35,6 % du nombre total d'établissements de la commune (85 sur les 239 entreprises implantées  à Ponteilla), contre 8,7 % au niveau départemental.

#### Entreprises et commerces
Les cinq entreprises ayant leur siège social sur le territoire communal qui génèrent le plus de chiffre d'affaires en 2020 sont : 
- Api Procedes Industriels, ingénierie, études techniques (251 k€)
- Axel EURL, autres commerces de détail spécialisés divers (242 k€)
- Star Dust Pizza SARL, restauration de type rapide (168 k€)
- Local E Deal - Led, activités des parcs d'attractions et parcs à thèmes (164 k€)
- Automatismes Fermetures Bâtiment - AFB, travaux d'installation électrique dans tous locaux (136 k€)

### Agriculture
La commune est dans la « plaine du Roussillon », une petite région agricole occupant la bande côtière et une grande partie centrale du département des Pyrénées-Orientales. En 2020, l'orientation technico-économique de l'agriculture  sur la commune est la culture de fruits ou d'autres cultures permanentes.
|               | 1988  | 2000  | 2010 | 2020 |
| ------------- | ----- | ----- | ---- | ---- |
| Exploitations | 113   | 72    | 44   | 39   |
| SAU (ha)      | 1 181 | 1 083 | 603  | 710  |

Le nombre d'exploitations agricoles en activité et ayant leur siège dans la commune est passé de 113 lors du recensement agricole de 1988  à 72 en 2000 puis à 44 en 2010 et enfin à 39 en 2020, soit une baisse de 65 % en 32 ans. Le même mouvement est observé à l'échelle du département qui a perdu pendant cette période 73 % de ses exploitations,. La surface agricole utilisée sur la commune a également diminué, passant de 1181 ha en 1988 à 710 ha en 2020. Parallèlement la surface agricole utilisée moyenne par exploitation a augmenté, passant de 10 à 18 ha.

## Culture locale et patrimoine

### Monuments et lieux touristiques
- Église Saint-Étienne : église romane du XIe - XIIe siècle

Nyls (en catalan Nils) est un village de 400 habitants (2007), à trois kilomètres de Ponteilla et neuf kilomètres au sud de Perpignan, rattaché à la commune de Ponteilla. Il possède deux églises : l'une, d'origine romane, placée sous le patronage de saint Martin, est très détériorée. On y effectue actuellement[Quand ?] des travaux de restauration. Elle fut remplacée au XVIIe siècle par une autre église consacrée à la Vierge.
- Église Saint-Martin de Nyls, en ruines.
- Église Saint-Nicolas d'Aiguevive.
- Église Sainte-Marie de Nyls.
- Jardin exotique de Ponteilla.

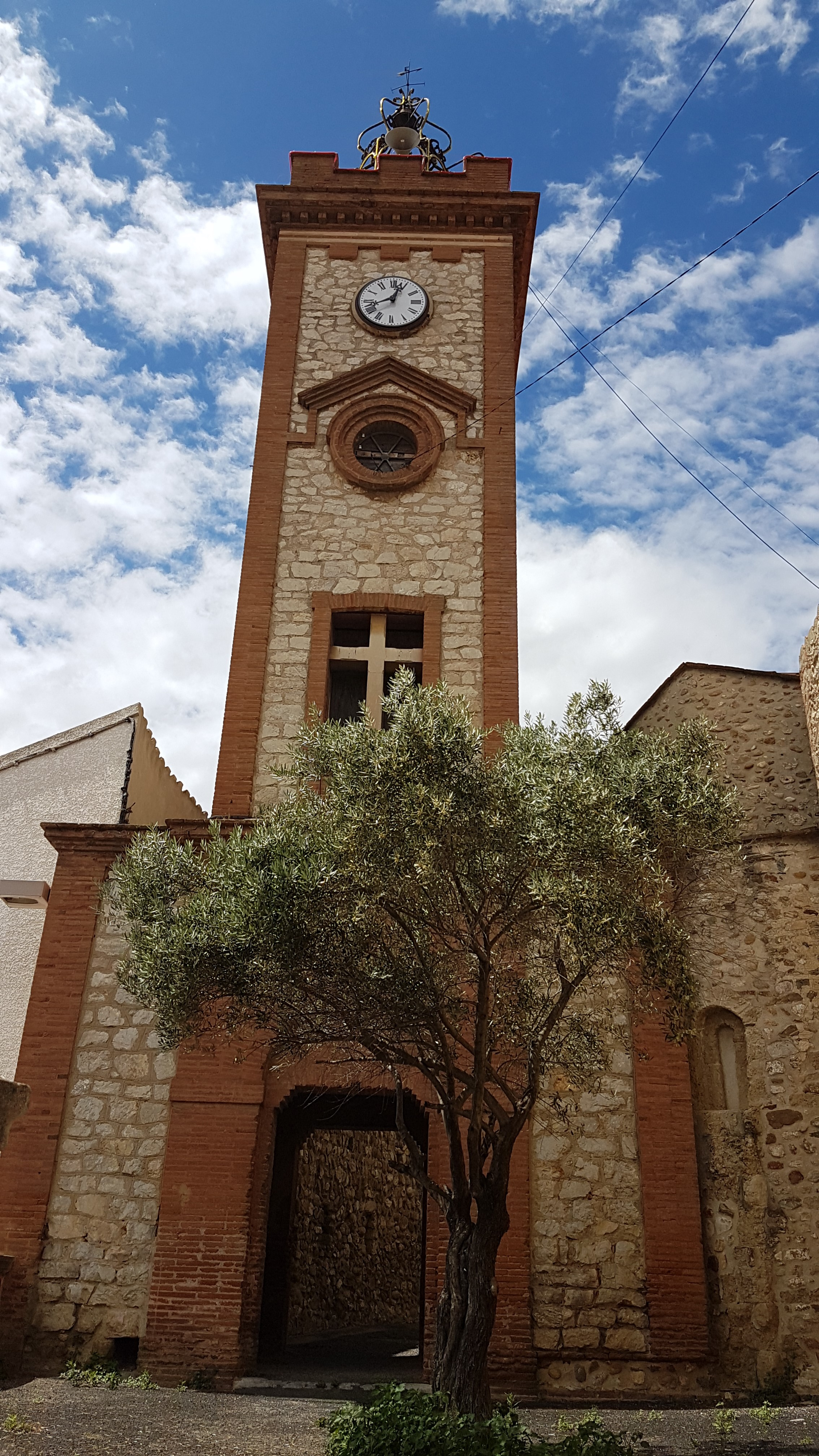
Église Saint-Étienne de Ponteilla
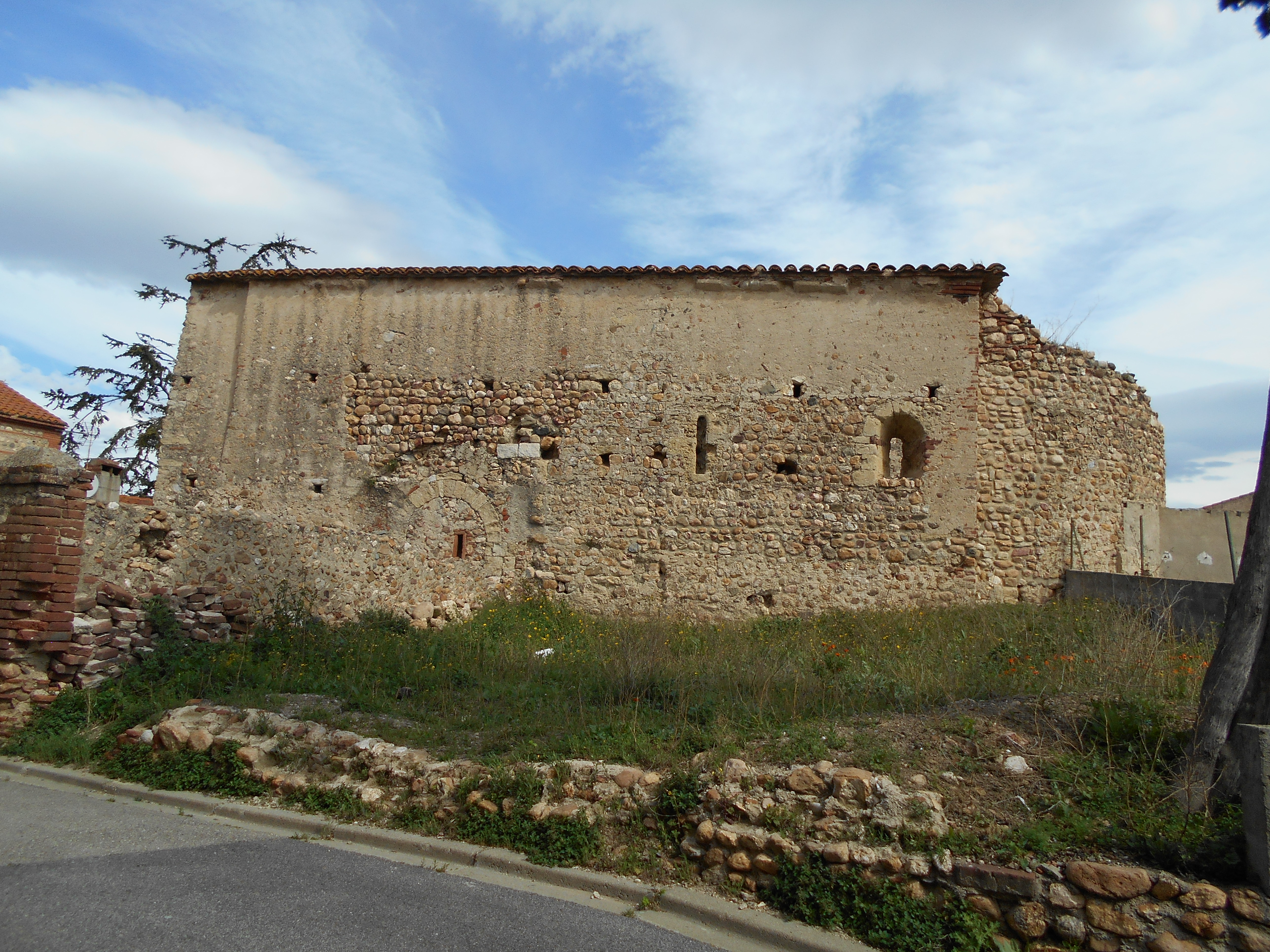
Église Saint-Martin de Nyls
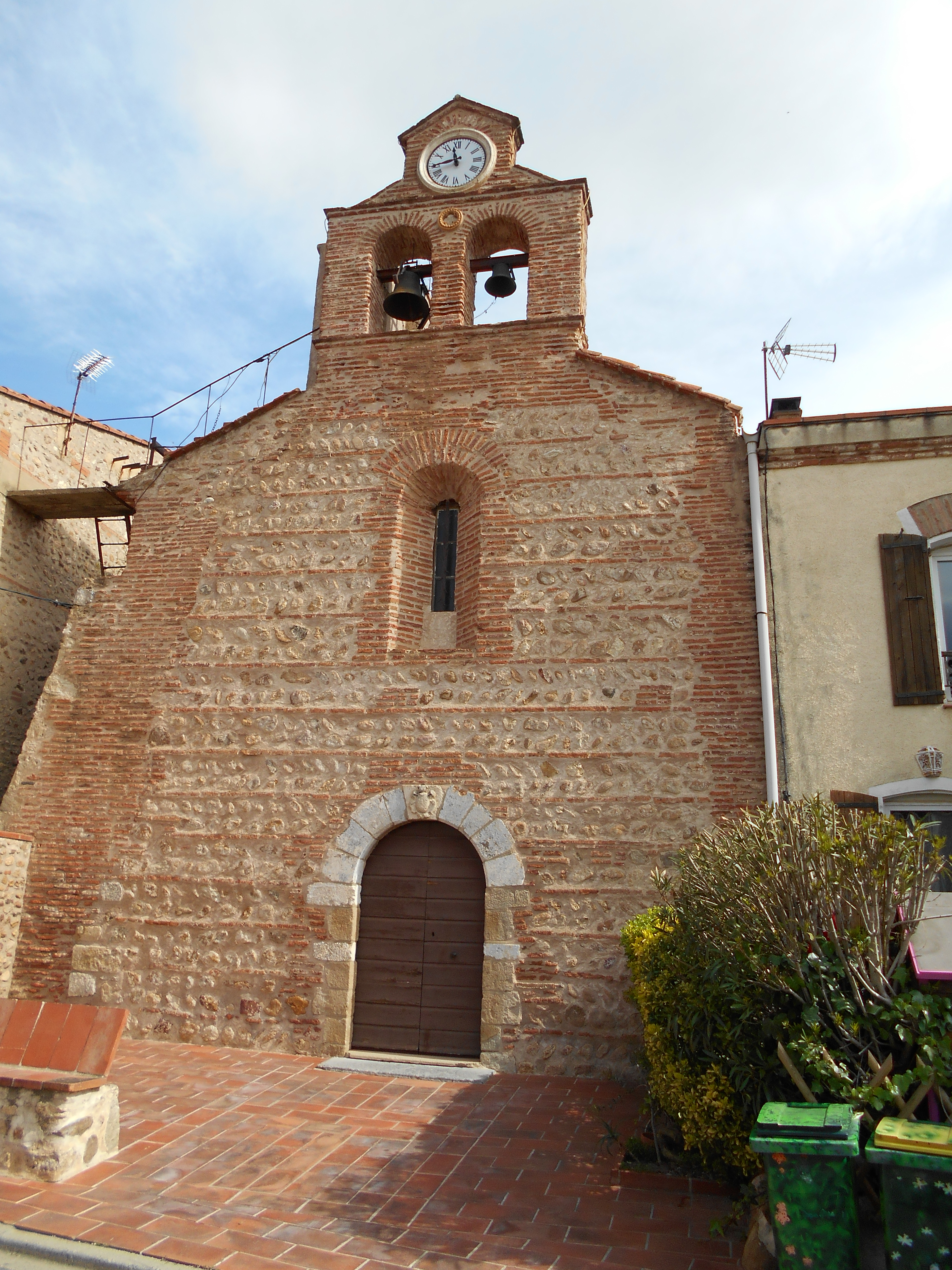
Église Sainte-Marie de Nyls

### Personnalités liées à la commune
- Manuel d'Aux Borrellas (?-1665) : militaire mort à Nyls ;
- Joseph de Lacroix (1802-1863), homme politique, député des Pyrénées-Orientales de 1834 à 1837.
- Joseph-François Jaubert (1864-1940) : oncle de Marcel Pagnol, connu sous le surnom d'Oncle Jules, né à Ponteilla, décédé en 1940 et enterré à Ponteilla ;
- François Gabriel Pierre Jaubert (1903-1946) : officier de marine mort en Indochine qui a donné son nom au commando Jaubert y est enterré.
- Jordi Barre (1920-2011) : auteur-compositeur-interprète français d'expression catalane, mort à Ponteilla ;
- Pierre Bosc (1943-) : romancier de langue française né à Nyls ;
- Pere Figueres (1950-) : chanteur d'expression catalane né à Ponteilla ;
- Joan-Daniel Bezsonoff (1963-) : romancier de langue catalane vivant à Nyls.

### Héraldique
| Blason de Ponteilla | Blason  | D’or à l’église du lieu flanquée de deux tours, soudée d’argent et maçonnée de sable, au chef d’or chargé de quatre pals de gueules. |
| Blason de Ponteilla | Détails | Devise: « au cœur des vignes ». |